# Мокен (народ)
Мокен (також Mawken або Morgan; бірм. ဆလုံ လူမျိုး; тай. ชาวเล, трансліт. chao le, досл. «sea people») — австронезійська етнічна група на архіпелазі Мергуї (група приблизно з 800 островів, на які претендують М'янма і Таїланд.) чисельністю від 2000 до 3000 тисяч чоловік, культура якої заснована на кочовому способі життя. Більшість представників — мисливці-збирачі на морі.
Перебувають під загрозою зникнення.

## Ареал проживання

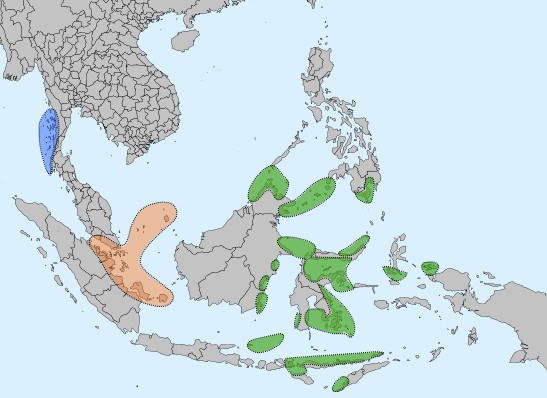
Регіони, заселені людьми, що відомі як «морські цигани»:
Orang Laut
Moken
Sama-Bajau

Тайські мокени проживають в селах, розташованих на Сурінських островах (Національний парк Му Ко Сурін) в Пхукеті, на північно-східному березі острова Пхукет і на сусідніх островах Пхіпхі в провінції Крабі.

## Етимологія
Називають себе мокен. Назва «мокен» включає всі племена, які розмовляють австронезійськими мовами і живуть на берегах і островах в Андаманському морі, на західному березі Таїланду, в провінціях Сатун, Транг, Крабі, Пхукет, Панг Нга, і Ранонг, біля архіпелагу Мергуї держави М'янма. Група включає в себе мокенів, мокленів (моклемів), оранг-сірехів і оранг-лаутів. Останні ж, оранг-лаути є змішаним народом, який сформувався, коли малайці з'явилися на острові Ланта і змішалися з прото-малайцями оранг-сірех, що жили на цьому острові.
Бірманці називають мокенів Selung, Salone, або Chalome.
У Таїланді їх називають Chao Ley (люди моря) або Chao nam (люди з води), хоча ці терміни також вільно використовуються для позначення ураков-лавой і навіть оранг-лаут. У Таїланді освічених мокенів називають Thai Mai (нові тайці).
Мокен також називають морськими циганами, загальним терміном, який відноситься до всіх народів Південно-Східної Азії. Урак-лавой іноді класифікуються як мокенів, але вони відрізняються лінгвістично і етнологічно, мокен набагато тісніше пов'язані з малайцами.

## Мова
Мокени визначаються за спільною культурою і розмовляють мокенською мовою, що належить до австронезійської мовної родини.

## Образ життя

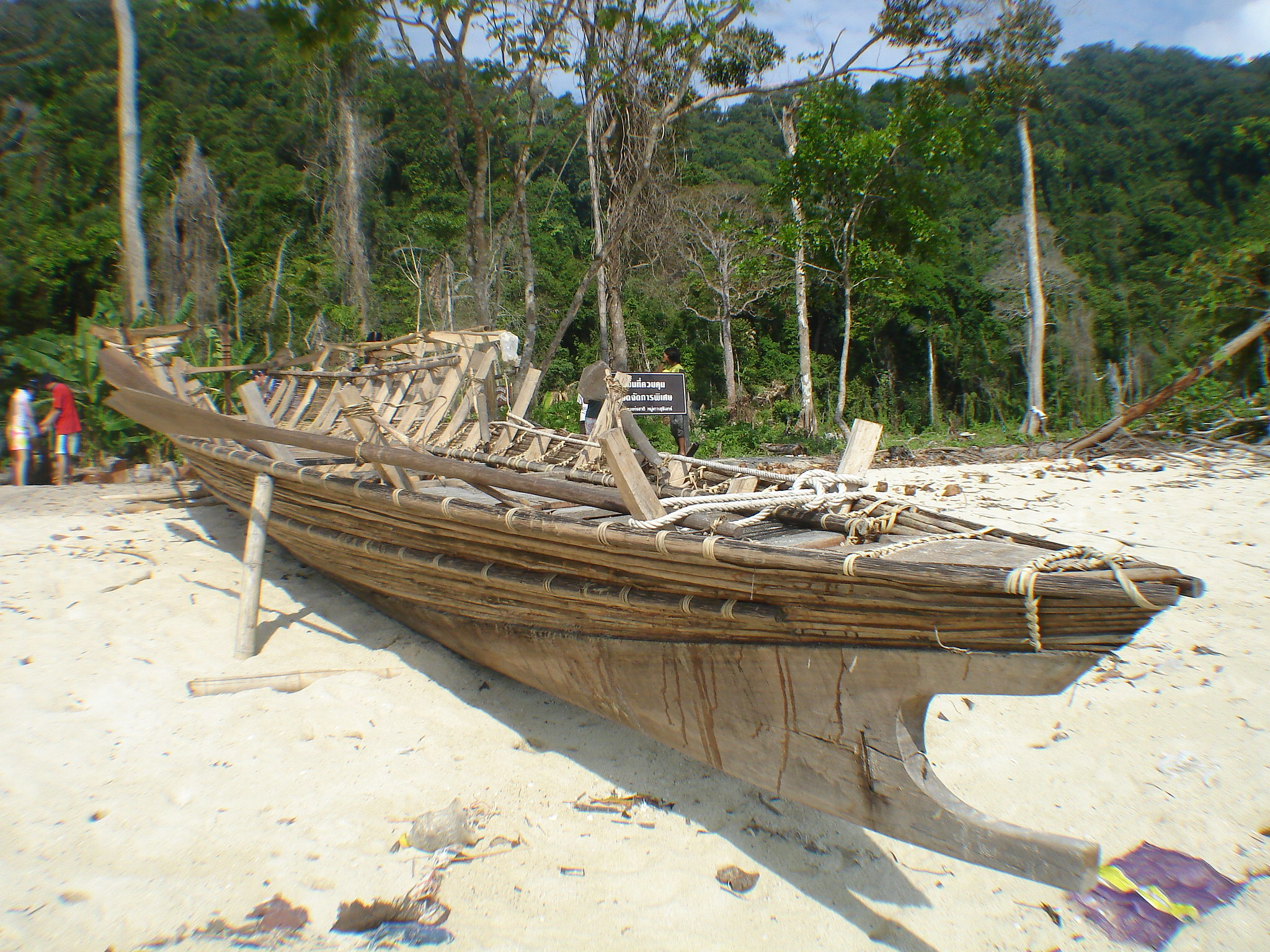
Човен мокенів

Знання мокенів про море, його флору і фауну допомагає їм виживати, використовуючи для добування їжі списи і сітки.
Частина бірманських мокенів досі веде кочовий спосіб життя, мешкаючи більшу частину свого життя в морі на дерев'яних човнах, що називаються «Кабанга», які слугують не лише як транспорт, а й як кухня, спальня і вітальня.

## Урядовий контроль

### Спроби асиміляції
Спроби М'янми і Таїланду асимілювати мокенів в більш широку регіональну культуру практично не мали успіху. Наразі мокен стикаються з невизначеним майбутнім, оскільки їхня популяція зменшується, а кочовий спосіб життя та неврегульованість правового статусу спонукає до нехтування імміграційнимим законами, програмами зі збереження і  розвитку морського середовища.

## Індійське цунамі 2004 року
У 2005 році ЗМІ приділяли велику увагу островам, де живуть мокени, під час відновлювальних робіт після руйнівного цунамі в Південно-Східній Азії, яке забрало сотні тисяч життів. Завдяки знанням мокен про море, під час цунамі 2004 року вдалося врятуватися великій кількості людей.